# Xenungulata
De Xenungulata ('vreemde hoefdieren') zijn een orde van uitgestorven Zuid-Amerikaanse hoefdieren uit het Laat-Paleoceen en Vroeg-Eoceen. Fossielen van deze orde zijn bekend uit afzettingen in Brazilië, Argentinië, Peru en Colombia. Het bekendste lid van deze mysterieuze orde is het geslacht Carodnia, een tapirachtig groot dier met een tred die lijkt op die van levende Afrikaanse olifanten.

## Beschrijving
Xenungulaten worden gekenmerkt door bilophodonte M1-2 en M1-2, vergelijkbaar met pyrotheren, en complexe lofate derde molaren, vergelijkbaar met uintatheriden. Hoewel andere verwantschappen, bijvoorbeeld met arctocyoniden, zijn vermeld, zijn er geen bewijzen voor gevonden. De voetbeentjes van de xenungulaten waren kort en robuust en hun tenen eindigden in brede, platte en niet-uitgespreide hoefachtige klauwen, die heel anders zijn dan die van andere meridiungulaten. De ontdekking van Etayoa in Colombia maakte duidelijk dat xenungulaten zich onderscheiden van andere groepen: Etayoa mist de lofate molaire talonide (in tegenstelling tot Carodnia) en aangezien er geen duidelijke lophodontie aanwezig is bij basale pyrotheren, is er reden om aan te nemen dat bilophodontie apart geëvolueerd is bij xenungulaten en pyrotheren. Xenungulaten vertonen ook enige gebitsovereenkomst met primitieve astrapotheren.

## Indeling
Er zijn twee families met in totaal drie geslachten: Carodniidae met Carodnia en Etayoidae met Etayoa en Notoetayoa. De meeste soorten zijn slechts bekend van gedeeltelijke kaakbeenderen. Een uitzondering is Carodnia vierai, waarvan een min of meer compleet skelet is gevonden in Brazilië.

## Verwantschap
De Xenungulata werd voorheen beschouwd als verwant aan de Pyrotheria, een andere Zuid-Amerikaanse hoefdiergroep. Verwantschap met de Dinocerata, die in het Paleogeen voorkwam in Azië en Noord-Amerika, werd eerder geopperd, maar in 2015 door middel van moleculair onderzoek aangetoond. De twee orden vormen samen de Uintatheriamorpha, die als zustergroep van de phenacodonte condylarthen,onevenhoevigen en de Zuid-Amerikaanse Notoungulata en Litopterna in de stamboom van de zoogdieren geclassificeerd wordt. Een basale vorm uit de Uintatheriamorpha of Xenungulata zal in het Vroeg-Paleoceen Zuid-Amerika hebben bereikt via een tijdelijke landbrug met Noord-Amerika.